# Lamure-sur-Azergues
Lamure-sur-Azergues är en kommun i departementet Rhône i regionen Auvergne-Rhône-Alpes i östra Frankrike. Kommunen ligger i kantonen Lamure-sur-Azergues som tillhör arrondissementet Villefranche-sur-Saône. År 2022 hade Lamure-sur-Azergues 1 051 invånare.

## Befolkningsutveckling
Antalet invånare i kommunen Lamure-sur-Azergues
| Referens: INSEE |